# Syed Sumail Hassan
Syed Sumail Hassan (Urdu: سمیل حسن) Sumail, född 13 februari 1999, är en pakistansk professionell Dota 2-spelare. Hassan är den yngsta personen någonsin att vinna en TI. Hassan var även den yngsta e-sport-miljonären i flera år efter att han vunnit TI5.

## Karriär
Syed Sumail Hassan föddes i Pakistan. Hans bror Yawar Hassan spelar också Dota 2 på professionell nivå. Hassan började spela Dota när han var sju år gammal. Han klättrade i rating och blev upplockad av Evil Geniuses (EG) i januari 2015. En månad senare deltog EG med Hassan som solomid-spelare i sin första stora turnering, Dota 2 Asia Championships där de hamnade på första plats.
Evil Geniuses deltog i The International 2015 där de spelade i den övre gruppen i gruppspelet. Efter en förlust mot CDEC Gaming blev EG flyttade till nedre gruppen och lyckades hålla sig kvar i gruppspelet. Efter tufft motstånd lyckades Evil Geniuses ta sig till finalen där de vann 6 634 661 $, motsvarande 66 miljoner kronor. Efter vinsten blev Hassan den yngsta personen någonsin att vinna över en miljon dollar i en e-sportturnering.
2016 hamnade Hassan på Times lista "30 Most Influential Teens".
Hassan spelade för Evil Geniuses fram till september 2019 då han lämnade laget för att gå med i Quincy Crew tillsammans med sin bror Yawar Hassan. Kort efter det lämnade Hassan Quincy Crew och blev upplockad av OG i januari 2020. Efter sex månader lämnade Hassan OG. Sedan  juli 2020 har Hassan varit utan lag.